# Calyptotis
Genre
Calyptotis est un genre de sauriens de la famille des Scincidae.

## Répartition
Les espèces de ce genre sont endémiques d'Australie, elles se rencontrent en Nouvelle-Galles du Sud et au Queensland.

## Liste des espèces
Selon The Reptile Database (12 juillet 2012) :
- Calyptotis lepidorostrum Greer, 1983
- Calyptotis ruficauda Greer, 1983
- Calyptotis scutirostrum (Peters, 1874)
- Calyptotis temporalis Greer, 1983
- Calyptotis thorntonensis Greer, 1983

## Publication originale
- De Vis, 1886 : On a lizard and three species of Salarias etc. Proceedings of the Royal Society of Queensland, vol. 2, p. 56–60 (texte intégral).